# Корольков, Иван Николаевич
Ива́н Никола́евич Королько́в (1845 — после 1924 (1928 или 1929)) — протоиерей, богослов и преподаватель древнегреческого языка. Брат Дмитрия Николаевича Королькова.

## Биография
Родился в селе Столбчье Орловской губернии в семье священника Николая Ивановича Королькова. Закончил Орловскую духовную семинарию (1865) и Киевскую духовную академию (1869). С 21 июля 1869 — преподаватель Саратовской духовной семинарии. С 27 августа 1870 — преподаватель Черниговской духовной семинарии, а позже стал инспектором Киевской духовной академии и экстраординарным профессором греческого языка (с 1873). Преподавал в Академии до 1916 г. Писал научные труды по педагогике, философии и богословских исследований. Главное исследование, посвящённое «Лествице» Иоанна Лествичника, небесного покровителя Иоанна Королькова, дописано не было, хотя рукопись этого труда сохранилась.
Рукоположён в сан священника Андреевской церкви в Киеве в 1895 г. В 1896 г. был переведён на место настоятеля только что освящённого Владимирского собора Оставался настоятелем по крайней мере до 1919 г.
В Институте рукописи НБУ им. В. И. Вернадского сохранилась переписка профессора Королькова и его личные бумаги.

## Труды
- Русские издания греческих классиков,
- Исторический очерк классического образования в русских духовных академиях,
- Характеристические признаки, отличающие святое Писание от мнимых памятников религиозного откровения,
- Преосвященный Филарет Амфитеатров), епископ рижский,
- Иван Игнатьевич Малышевский, заслуженный профессор Киевской дух. академии (Киев, 1897),
- Киевский митрополит священномученик Макарий, и его значение в истории юго-западной церкви (Киев, 1897),
- Протоиерей отец Назарий Антонович Фаворов, заслуженный профессор Университета святого Владимира (Киев, 1897),
- Чтение о церковном учительстве (Киев, 1898).